# Platja del Morro de Gos
La Platja de Morro de Gos és una platja d'arena del municipi d'Orpesa a la comarca valenciana de la Plana Alta.
Limita al nord amb la Platja dels Amplaires i al sud amb la Punta de les Llances i té una longitud de 1.400 m, amb una amplitud de 20 m.
Se situa en un entorn urbà, disposant d'accés per carrer. Compta amb passeig marítim i pàrquing delimitat. Compta, també, amb accés per a minusvàlids. És una platja amb zona abalisada per a l'eixida d'embarcacions.
Compta amb el distintiu de Bandera Blava des de 1997, a més del certificat de qualitat ISO 14001.